# Nikolai Sokoloff
Nikolai Sokoloff (rus: Никола́й Григо́рьевич Соколо́в)  (Kíiv, 28 de maig de 1886 - La Jolla, 25 de setembre de 1965) va ser un violinista i director d'orquestra nord-americà.

## Biografia
Va néixer a Kíev i va estudiar música a La Universitat Yale. Del 1916 al 1917 va ser director musical de lOrquestra Filharmònica del Poble de San Francisco, on va insistir a incloure dones a la seva orquestra i a pagar-los els mateixos salaris que els homes que percebien. Abans de ser nomenat primer director musical de lOrquestra de Cleveland, Sokoloff va exercir com a violinista a lOrquestra Simfònica de Boston i com a concertista a lSocietat Orquestra Simfònica de Rússia, que aleshores tenia la seva seu a Nova York. Va tocar recitals per a les tropes nord-americanes a Europa durant la Primera Guerra Mundial i, més tard, va conèixer Adella Prentiss Hughes a la ciutat de Nova York, que el va animar a tocar un recital a Cleveland el febrer de 1918. Després que Hughes sentís a Sokoloff parlar de la necessitat que els infants de les escoles públiques estiguessin exposats a orquestres professionals, el va animar a traslladar-se a Cleveland. Al principi, el seu paper era examinar l'educació musical a les escoles públiques de Cleveland. Aviat, però, Hughes i Sokoloff, juntament amb John L. Severance, vicepresident de la Musical Arts Association (fundada per Hughes el 1915), van intentar establir una orquestra permanent a Cleveland.
Com a resultat, es va formar lOrquestra Simfònica de Cleveland (més tard rebatejada com a Orquestra de Cleveland) i el conjunt va donar el seu primer concert l'11 de desembre de 1918 al "Cleveland's Grays Armory". Sokoloff va exercir de director musical de l'Orquestra durant 14 anys més, fins a la seva sortida el 1932. Durant el seu mandat a Cleveland, Sokoloff va ampliar tant el nombre de músics de l'Orquestra com el nombre de programes de la seva sèrie de concerts de temporada; també va portar l'Orquestra en gires per tot el país. A més, Sokoloff va dirigir l'Orquestra en el seu primer projecte discogràfic: una interpretació de 1924 de l'obertura 1812 de Txaikovski, a l'etiqueta de Brunswick.
En la segona temporada de l'Orquestra, el conjunt es va traslladar a l'"Auditori Masònic", que va romandre a casa fins a la finalització de "Severance Hall" el 1931. Sota el lideratge musical de Sokoloff, la ciutat tenia una orquestra pròpia. Tot i que el final del temps de Sokoloff a Cleveland va ser espatllat per la premsa negativa sobre la seva personalitat, estil de conducta i manca de cordialitat, va fer un punt per marxar amb una nota positiva. Quan es va preguntar a Sokoloff si "tenia alguna cosa a dir a Cleveland abans de marxar", Sokoloff va comentar: "Digueu-los molta sort i que m'ho he passat bé".

Entre 1935 i 1938 va dirigir el "Federal Music Project", un programa del "New Deal" que donava feina a músics per educar el públic sobre la música. Del 1938 al 1941 va dirigir lOrquestra Simfònica de Seattle i el 1941 va fundar la Chamber Music Society (ara coneguda com La Jolla Music Society) a La Jolla, Califòrnia.

## Estrenes de gravació notables
- Rachmaninoff, Simfonia núm. 2, Cleveland Orchestra, 1928